# Joaquim Gomes de Souza
Joaquim Gomes de Souza, conhecido como Souzinha (Itapecuru-Mirim, 15 de fevereiro de 1829 — Londres, 1 de junho de 1864), foi um político e matemático brasileiro.

## Biografia
Souzinha como era popularmente conhecido na sua terra natal, Itapecuru-Mirim, no Maranhão, foi um dos pioneiros no estudo da matemática no Brasil. Nas palavras do professor José Leite Lopes, trata-se do "primeiro vulto matemático do Brasil — e talvez o maior até hoje".
Filho de Ignácio José Gomes de Sousa e Antonia Carneiro de Brito e Sousa, em uma família de proprietários de terras nos vales dos rios Itapecuru e Munim. Nasceu no povoado Kelru. Seu pai foi proprietário do Solar Gomes de Sousa, localizado no Centro Histórico de São Luís, e que atualmente abriga o Museu Histórico e Artístico do Maranhão.
Em 1843, foi para a cidade do Rio de Janeiro para ingressar na Escola Militar da Corte, aos 14 anos. No ano seguinte, trancou sua matrícula na Escola Militar, ingressando na Faculdade de Medicina do Rio de Janeiro (criada em 1808). No curso, encontrou na Física e na Química uma grande motivação para suas pesquisas, estudando sozinho Cálculo Diferencial e Integral, Mecânica e Astronomia. Em 1848, deixou o curso, após ter certeza de que queria seguir na área da Matemática.
Em 1847, solicitou permissão para a direção da Escola Militar para realizar “exames vagos” de todos os anos que faltavam para completar o curso de Ciências Matemáticas e Físicas, algo inédito até então na Escola. Aprovado de modo brilhante, colou grau de bacharel em Ciências Matemáticas e Físicas em junho de 1848.
Em outubro do mesmo ano, solicitou a defesa pública de uma tese de dissertação sobre o Modo de Indagar Novos Astros sem Auxílio de Observações Diretas, baseada na Mecânica Celeste de Laplace, colando grau de doutor em Ciências Matemáticas, com apenas 19 anos.
Após obter o grau de doutor, foi aprovado em concurso para o corpo docente da Escola Militar, sendo nomeado também tenente-coronel e capitão honorário da Escola Militar.
Em 1854, realiza sua primeira viagem de estudos à Europa, onde realizou pesquisas sobre o regime penitenciário. Ao chegar a Paris, assiste diferentes cursos de Matemática na Sorbonne, estabelecendo contatos com matemáticos franceses e ingleses. Entre 1855 e 1856, escreve várias memórias, apresentando à Academia de Ciências três memórias originais: uma sobre a determinação de funções incógnitas sob o sinal de integral definida, outra sobre um teorema de cálculo integral e uma terceira sobre a teoria da propagação do som. No entanto, a comissão não se reuniu para dar parecer sobre os trabalhos. Nesse período, matriculou-se na Faculdade de Medicina de Paris, concluindo o curso de Medicina.
Foi eleito deputado geral pelo Maranhão em 1856, quando ainda se encontrava na Alemanha. Casou-se com a inglesa Rosa Edith, em 1857, e retornou ao país, para tomar posse na Assembleia Geral do Império, defendendo projetos voltados à educação. Foi reeleito, tomando posse em 1861. No mesmo ano, sua esposa morreu de febre tifoide, tendo o filho do casal morrido em 1863, de uma doença repentina.
Doente por tuberculose, licenciou-se do mandato e retornou à Europa, em 1863, em busca de tratamento. Casa-se novamente em fevereiro de 1864, e em março de 1864 realiza uma viagem para a Inglaterra para tratamento de saúde, onde falece em 1º de junho de 1864, aos 35 anos, sem poder cumprir seu terceiro mandato, para o qual também foi reeleito.

## Homenagens
Também tem um dos bustos que homenageiam escritores maranhenses na Praça do Pantheon, em São Luís, além de diversas escolas, avenidas ruas e praças que levam o seu nome.

## Obras
- Resoluções das Equações Numéricas (1850)
- Recuel de Memoires d’Analise Mathematiques (1857)
- Modo de Indagar Novos Astros sem Auxílio de Observações Diretas (1848)
- Anthologie universelle (1859)
- Mélanges de calcul intégral (1882)